# Jan Danysz
Jan Danysz (ur. 24 listopada 1860 w Chylinie, zm. 14 stycznia 1928 w Paryżu) – polski lekarz, mikrobiolog, serolog, chemik, działacz społeczny, filozof, profesor.
Ojciec fizyka i chemika Jana Kazimierza Danysza, dziadek fizyka Mariana Danysza.

## Życiorys
Absolwent Królewskiego Gimnazjum w Ostrowie. Świadectwo dojrzałości teoretycznie mógłby otrzymać w 1878 r., jednak nigdy go nie uzyskał – tuż przed maturą wdał się w gwałtowny, polityczny spór z niemieckim nauczycielem i musiał uciekać do Francji, chroniąc się tam przed grożącym aresztowaniem. Wstępując na uniwersytet posłużył się świadectwem dojrzałości swojego starszego brata Piotra Danysza. Ujawnił tę sprawę będąc już profesorem.
W młodym wieku wyemigrował do Paryża, gdzie postawił sobie za cel zdobycie stanowiska w Instytucie Pasteura. Zarabiał na życie pracami dorywczymi, później pracą pomocnika i laboranta w zakładzie naukowym. Dzięki zaoszczędzonym pieniądzom rozpoczął studia na uniwersytecie w Caen, gdzie uczestniczył w wykładach dotyczących nauk przyrodniczych i filozofii. Po ukończeniu studiów pełnił w Caen rolę asystenta i wykładowcy w Zakładzie Anatomii i Histologii. Zajmował się wówczas anatomią porównawczą i mikrobiologią. Następnie założył własną pracownie naukową, w której prowadził badania nad szkodnikami rolniczymi i przemysłowymi.
Po powrocie do Paryża podjął dalsze studia na Sorbonie. Wkrótce po przyjęciu do Instytutu Pasteura (1893) otrzymał stanowisko kierownika działu mikrobiologii. Zajmował się tam głównie biologicznymi metodami zwalczania szkodników w leśnictwie i rolnictwie.
Zdobył uznanie w swojej dziedzinie, co pozwoliło mu na osiągnięcie tytułu eksperta od zwalczania szkodników. W 1899 został wezwany do Afryki Południowej dla zwalczenia pomoru bydła. Z Transwalu przywiózł pokaźny zbiór wyrobów plemion Bantu, głównie Zulusów. Kilkadziesiąt zgromadzonych wówczas przedmiotów wykonanych przez tubylców (naszyjniki, ozdoby, amulety, tarcze, włócznie, maczugi) przekazał krakowskiej Akademii Umiejętności. Podróżował także do Rosji (szkodniki buraków cukrowych) i Portugalii (szkodniki dębu korkowego). Podczas pobytu w Australii (1906-1907) zorganizował na wyspie Broughton stację doświadczalną, prowadzącą badania nad bakteriologicznymi możliwościami zwalczania plagi dzikich królików).
Podczas I wojny światowej był jednym z sześciu członków komitetu organizacyjnego armii polskiej we Francji, powstałego jeszcze przed powołaniem komitetu werbunkowego. Wraz z Wacławem Gąsiorowskim ogłosił Apel do Polaków (Appel aux Polonais), wzywający do wstępowania w szeregi armii francuskiej. Stracił w walkach I wojny światowej dwóch synów (Jana Kazimierza i Jerzego).
W 1919 kupił majątek Szalajewo pod Poznaniem, a w 1921 otrzymał tytuł profesora bakteriologii Wydziału Lekarskiego Uniwersytetu Poznańskiego. Pomimo tego pozostał za granicą Polski i kontynuował pracę naukową w Paryżu.
Znany był we Francji także jako społecznik i orędownik sprawy polskiej, a za sprawą swojej partnerki życiowej Lilli Ciechanowskiej miał kontakt z wieloma artystami, którzy emigrowali z Polski. W swoim domu w paryskiej dzielnicy Auteuil założył towarzystwo organizujące pomoc dla nich pod nazwą Spójnia – Polski Komitet Obywatelski, goszcząc m.in. Wacława Gąsiorowskiego, Bronisława Laskownickiego, Wincentego Lutosławskiego, Stanisława Przybyszewskiego, Władysława Reymonta i Stefana Żeromskiego. Należał do Towarzystwa Polskiego Literacko-Artystycznego. 
Odznaczony Orderem Legii Honorowej oraz Krzyżem Komandorskim Orderu Odrodzenia Polski. W Ostrowie jego imieniem nazwano ulicę.

## Dorobek
Odkrył bakterię paratyfusu mysiego (Salmonella enterica subsp. enterica) i prowadził pionierskie badania nad zwalczaniem szkodników metodami biologicznymi przez zarażanie ich tą bakterią. Badał ponadto nowotwory doświadczalne i możliwości ich leczenia przez napromieniowanie radem. Współpracował w tym zakresie z małżeństwem Marii i Pierre’a Curie. Sformułował prawo biologiczne o wzajemnym stosunku jadów do przeciwjadów, zwane „fenomenem Danysza”. Autor prac na temat drobnoustrojów jelitowych, toksykologii, immunologii, alergii i alergenów.
Zajmował się także naukami z pogranicza filozofii i biologii. Jego prace z tej dziedziny stworzyły podstawy dla biologicznej filozofii ewolucyjnej, zapoczątkowały badania kolejnych naukowców (Pierre Teilhard de Chardin).

## Wybrane publikacje w języku polskim
- Teoria chorób zakaźnych i niezakaźnych,
- Geneza energii psychicznej (polskie wydanie: Geneza energii psychicznej – zarys filozofii biologicznej),
- Biologiczne znaczenie cierpienia i zdrowia.

## Rodzina i życie prywatne
Jego żoną była rzeźbiarka Bronisława Gałęzowska. Miał pięciu synów: Jana Kazimierza, Jerzego, Stefana, Bronisława i Stanisława. Później związał się z artystką Lillą Ciechanowską (ur. 1884).